# Margaret Kennedy
Margaret Kennedy (Londra, 23 aprile 1896 – Banbury, 31 luglio 1967) è stata una scrittrice e drammaturga britannica.

## Biografia
Nativa di Hyde Park Gate, sobborgo londinese, e morta nel villaggio di Adderbury, presso Banbury (Oxfordshire), è stata la maggiore di quattro fratelli, nati da Charles Moore Kennedy, di professione barrister (1857-1934) ed Ellinor Edith Marwood (1861–1928). Dal lato paterno era cugina dello scrittore Joyce Cary.
È conosciuta per essere stata nel 1924 l'autrice del romanzo The Constant Nymph, da cui sono stati tratti un film USA - Il fiore che non colsi, del 1943, diretto da Edmund Goulding - ed uno sceneggiato televisivo della RAI, Tessa la ninfa fedele, del 1957, diretto da Mario Ferrero. Il romanzo ha avuto anche tre diversi adattamenti per il Teatro del West End. 
The Constant Nymph apparve per la prima volta in traduzione italiana nel 1927 per l'editore Treves col titolo La ninfa innamorata. Antonio Gramsci, allora in carcere a Milano, lo lesse e lo apprezzò: « certamente notevole, sia perché scritto da una donna, sia per l'atmosfera psicologica in cui è concepito e sia per il mondo che descrive [...] si tratta, nel romanzo, di una specie di falansterio di musicisti, che vivono, sviluppano modi di pensare e di giudicare intorno a questo fatto fondamentale: la creazione e la sensibilità musicale [...] il libro è interessante e tradotto bene ».

## Soggetti per il cinema
È stata autrice di diversi soggetti per il cinema:
- Non mi sfuggirai del 1935
- Labbra sognanti del 1937
- Non mi sfuggirai, remake del 1947

## Opere
Elenco parziale delle opere di Margaret Kennedy
- A Century of Revolution 1789-1920 ([London]: Methuen, 1922), storia.
- The Ladies of Lyndon (London: Heinemann, 1923), romanzo.
- The Constant Nymph (London: Heinemann, 1924; Leipzig), romanzo.
- Con Basil Dean: The Constant Nymph - from the romanzo (London: Heinemann, 1926), lavoro teatrale.
- A Long Week-End (London: Heinemann, 1927), racconto breve.[3]
- Red Sky at Morning (London: Heinemann, 1927), romanzo.
- Con Basil Dean: Come with Me (London: Heinemann, 1928), lavoro teatrale.
- Dewdrops (London: Heinemann, 1928), opera giovanile.[4]
- The Game and the Candle (London: Heinemann, 1928), racconto breve.[5]
- The Fool of the Family (London: Heinemann, 1930), romanzo, sequel di The Constant Nymph.
- Return I Dare Not (London: Heinemann, 1931), romanzo.
- A Long Time Ago (London: Heinemann, 1932), romanzo.
- Escape Me Never! A play in three acts (London: Heinemann, 1934), lavoro teatrale da The Fool of the Family.
- Together and Apart (London: Cassell, 1936), romanzo.
- With Gregory Ratoff: Autumn (1937), lavoro teatrale.
- The Midas Touch (London: Cassell, 1938), romanzo.
- Happy with Either (1948), lavoro teatrale.
- The Mechanized Muse. P. E. N. series (London: G. Allen & Unwin, 1942), scritto sul cinema.
- The Feast (London: Cassell, 1950), romanzo.
- Lucy Carmichael (London: Macmillan, 1951), romanzo.
- Jane Austen. Novelists Series No. 1 (London: Barker, 1950), biografia critica.
- Troy Chimneys (London: Macmillan, 1953), romanzo.
- The Oracles (London: Macmillan, 1955), romanzo.
- The Heroes of Clone (London: Macmillan, 1957), romanzo.
- The Outlaws on Parnassus. On the art of the romanzo (London: Cresset Press, 1958), critica.
- A Night in Cold Harbour (London: Macmillan, 1960), romanzo.
- Not in the Calendar. The Story of a Friendship (London: Macmillan, 1964), memorie.
- The Forgotten Smile (London: Macmillan, 1961), romanzo.
- Women at Work (London: Macmillan, 1966), due romanzi.

## Riconoscimenti
- 1953: James Tait Black Memorial Prize per Troy Chimneys